# Friedrich Wilhelm von Götzen der Ältere
Friedrich Wilhelm Freiherr von Götzen der Ältere (* 20. Mai 1734 in Grünthal in der Mark Brandenburg; † 15. März 1794 in Glatz) war Generaladjutant Friedrichs des Großen sowie Gouverneur der Grafschaft Glatz.

## Herkunft
Seine Eltern waren der königlich preußische Landrat Karl Ludwig von Götzen (* 14. April 1697; † 22. Mai 1746) – Erbherr auf Gründel, Kraatz und Tempelfelde – und dessen Ehefrau Juliane Charlotte von Sydow (* 11. Februar 1694; † 12. Dezember 1758) aus dem Hause Sydow. Der General Karl Ludwig von Goetzen war sein Bruder.

## Leben
Friedrich Wilhelm von Götzen d. Ä. entstammte der damals noch in der Mark Brandenburg ansässigen protestantischen Linie derer von Götzen. Im Alter von 16 Jahren trat er in das Bataillon Garde ein. Nachdem er sich bei der Schlacht von Leuthen ausgezeichnet hatte, ernannte ihn der König zum Flügeladjutanten, was er 25 Jahre blieb. 1762 erhielt er den Orden pour le mérite.
Nachdem 1771 die katholische schlesische Linie der Grafen von Götzen in männlicher Linie mit Johann Joseph (Leonhard) von Götzen ausgestorben und die Grafschaft Glatz nach dem Hubertusburger Frieden 1763 an Preußen gefallen war, fielen die Lehnsgüter Scharfeneck Rudelsdorf, Nieder-Walditz und ein Anteil von Tuntschendorf als erledigtes Lehen an König Friedrich den Großen zurück. Er schenkte sie seinem Generaladjutanten Friedrich Wilhelm von Götzen d. Ä. aus der evangelischen Linie, der seinen König in der Schlacht bei Kunersdorf vor der Gefangenschaft gerettet haben soll. Zudem ernannte er ihn zum Gouverneur der Grafschaft Glatz.
Durch die Verheiratung seiner Töchter mit den Grafen Stillfried und Magnis trat er in nahe Beziehung zu dem in der Grafschaft ansässigen Adel.

## Familie
Friedrich Wilhelm von Götzen d. Ä. war in erster Ehe mit Christine Dorothea Louise von Holwede, Witwe des Grafen Friedrich August Wilhelm von Mellin (* 20. Oktober 1729; † 27. Dezember 1783) verheiratet. Dieser Ehe entstammten die Kinder:
- Louise (1763–1848) – vermählte sich 1785 mit dem katholischen Reichsgrafen und Begründer der Eckersdorfer Linie der Reichsgrafen von Magnis, Anton Alexander von Magnis
- Elisabeth (1765–1802) – heiratete 1789 den Grafen Johann Joseph II. von Stillfried und Rattonitz (1762–1805) auf Neurode
- Friedrich Wilhelm d. J. (1767–1820), Generalleutnant und Gouverneur von Schlesien
- Adolf Sigismund († 29. November 1847), unverheiratet, Leutnant im Dragoner-Regiment von Katte, Landschaftsdirektor. Erbte nach dem Tod des Vaters die Herrschaft Scharfeneck; erwarb 1818 zusammen mit seinem Bruder Friedrich Wilhelm die Herrschaft Tscherbeney
- Auguste († 1813 in Breslau), unverheiratet

Nach Louises Tod vermählte er sich in zweiter Ehe mit der Gräfin Friederike von Reichenbach-Goschütz (1759–1841). Dieser Ehe entstammten die Kinder:
- Wilhelmine (* 16. August 1789) – heiratete am 28. September 1825 den kaiserlichen Geheimen Rat und Feldmarschallleutnant August Pecaduc, Freiherr von Herzogenberg[1]
- Curt (Friedrich Wilhelm Gottlieb Heinrich) von Götzen (* 17. Juli 1791; † 5. Februar 1863 in Görlitz), Stammvater der nachfolgenden preußischen Linie. Er war mehrfach verheiratet:[2][3]

⚭ 2. Oktober 1816 (geschieden) Gräfin Henriette Charlotte Luise Mathilde von Reichenbach-Goschütz (* 15. Februar 1799; † 10. April 1858), Tochter von Heinrich Leopold Graf von Reichenbach-Goschütz
⚭ 9. Oktober 1834 Molly Virginie Frederike Masseli (* 7. Februar 1809; † 29. März 1872) Tochter des Königlich preußischen Justiz- und Kommissionsrats Cajetan Masseli und der Wilhelmine Rittler
Friedrich Wilhelm, Adolf Sigismund und Curt von Götzen wurden kurz nach dem Tod ihres Vaters 1794 durch König Friedrich Wilhelm II. in den erblichen Grafenstand erhoben.